# Ottawa Redblacks
Los Ottawa Redblacks es un equipo profesional de fútbol canadiense con sede en la ciudad de Ottawa, en la provincia de Ontario, Canadá. Actualmente son miembros de la División Este de la Canadian Football League (CFL). Disputan sus partidos en casa en el TD Place Stadium que posee una capacidad para 24.000 espectadores.
Los Redblacks son el tercer equipo de la ciudad de Ottawa en la CFL, los Ottawa Rough Riders, formados en 1876, fueron miembros fundadores de la CFL en 1958 y jugaron hasta 1996. Una nueva franquicia los Ottawa Renegades jugaron desde 2002 hasta el final de la temporada 2005, y finalmente los Ottawa Redblacks que debutaron en la temporada 2014. los Redblacks ganaron la Grey Cup el campeonato de la liga en 2016, que puso fin a una sequía de campeonatos de Copa Grey de 40 años para la ciudad de Ottawa.

## Palmarés
Campeonatos de la Grey Cup: 1 — 2016
Campeones de la División Este: 3 — 2015, 2016, 2018

## Victorias en la Grey Cup
| No | Año  | Equipo ganador   | Resultado | Equipo perdedor    | Estadio   | Ciudad  | Asistencia |
| -- | ---- | ---------------- | --------- | ------------------ | --------- | ------- | ---------- |
| 1. | 2016 | Ottawa Redblacks | 39–33     | Calgary Stampeders | BMO Field | Toronto | 33,421     |

## Estadios utilizados

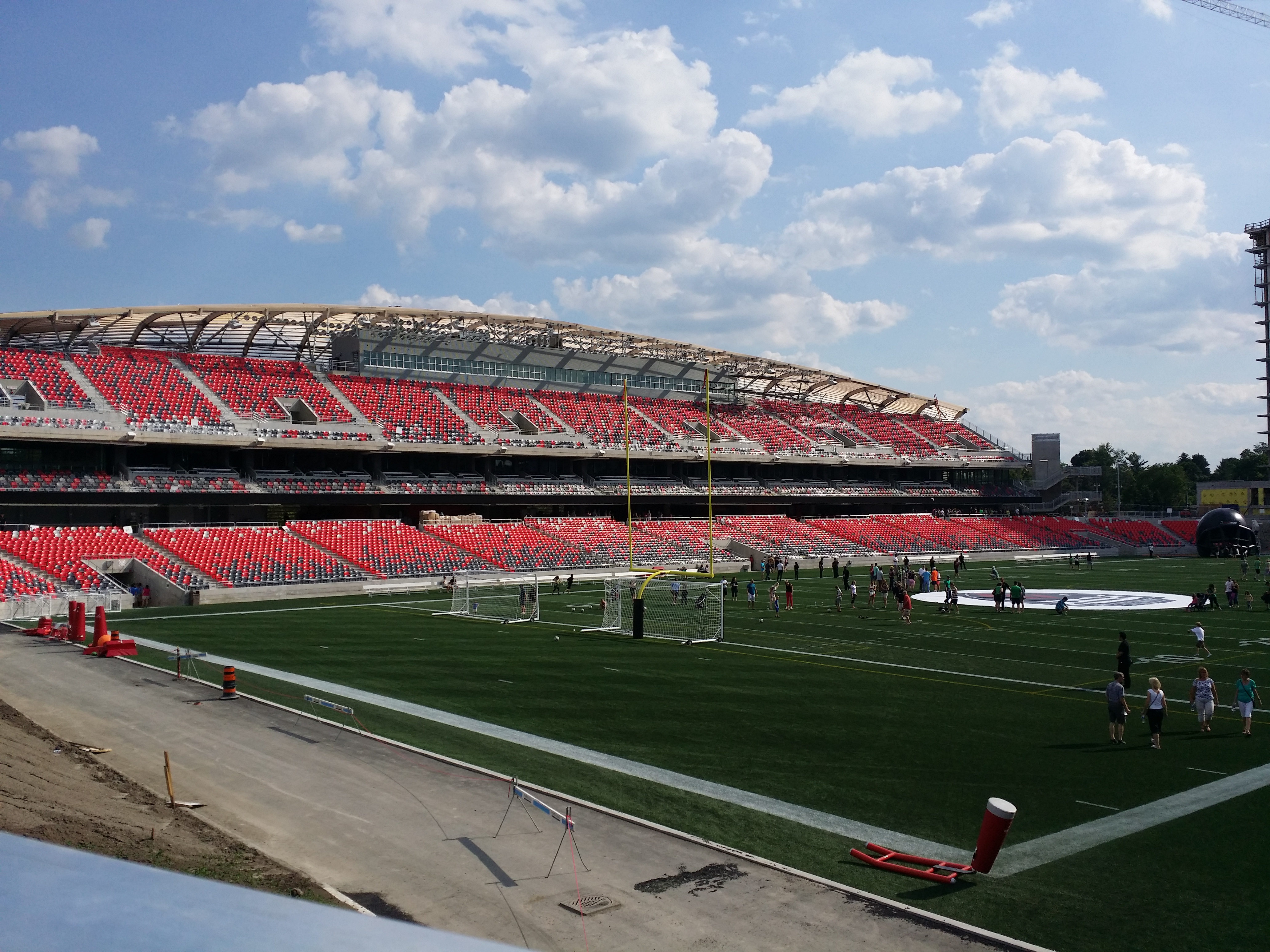
El TD Place Stadium, estadio de los Redblacks.

- TD Place Stadium (2014–presente)